# Blagaj (Slunj)
Blagaj is een plaats in de gemeente Slunj in de Kroatische provincie Karlovac. De plaats telt 38 inwoners (2001).